# 다도쓰번
타도츠번(일본어: 多度津藩 たどつはん[*])은 마루가메번의 지번이다. 타도츠 주변 (가가와현 나카타도군 타도츠쵸)에 1만 석의 영지를 갖고 있었고, 타도츠에 진야가 있다 (번의 전반부는 마루가메성 내에서 저택을 갖고 있었다).

## 번의 역사
마루가메번 3대 번주 타카모치가 3살에 번주가 되었기 때문에, 서형(庶兄)인 타카미치를 후견인으로 막부에 분봉을 청했다. 1694년 (겐로쿠 7년), 1만 석의 분봉이 허가되어, 타도츠번이 성립하였다. 후견인이라고는 하지만, 타카미치 자신도 4살에 봉지를 세습하였기 때문에, 진야를 세우지 않고, 마루가메성 내에 저택을 두었다. 타카미치는 1711년 (쇼토쿠 원년)에 이르러서야 실질적인 타도츠번의 번주로서 정무를 맡았다. 이후 3대 타카후미까지 마루가메성 내에 거주하였다.
4대 타카카타는 1827년 (분세이 10년) 3월, 막부에 진야 건립 허가를 내달라는 요청을 올렸고, 허가를 받아 그해 11월에 진야를 세웠다.
1871년 (메이지 4년), 폐번치현에 의해 쿠라시키현이 되었다. 이후, 메이토현을 거쳐 가가와현에 편입되었다.

## 유구
우타즈쵸의 사이코우지에 남아있는 <후나야형 다실>은 타도츠번의 고자부네(御座船) 히요시마루의 상부구조물을 이축한 것으로, 거의 현존하지 않는 에도 시대의 고자부네의 모습이 남아있는 것으로, 매우 귀중한 유구이다.

## 역대 타도츠번 번주

### 쿄고쿠가
토자마 다이묘. 고쿠다카 1만석
1. 쿄고쿠 타카미치
2. 쿄고쿠 타카요시
3. 쿄고쿠 타카후미
4. 쿄고쿠 타카카타
5. 쿄고쿠 타카테루
6. 쿄고쿠 타카마사